# Mariä-Verkündigung-Kirche (Eisenberg)

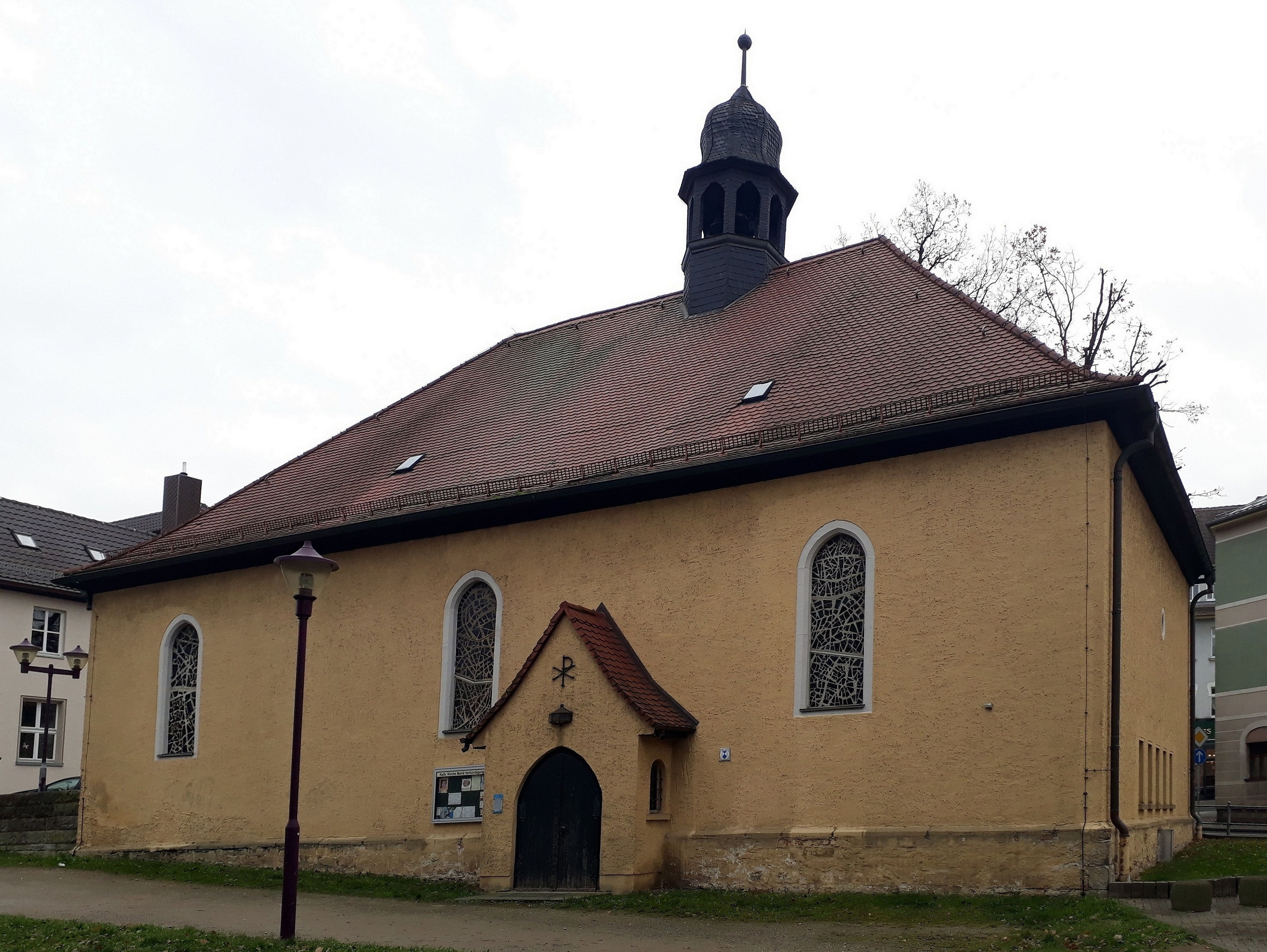
Mariä Verkündigung Eisenberg

Die römisch-katholische Kirche Mariä Verkündigung in der thüringischen Kreisstadt Eisenberg, eine schlichte Saalkirche mit barocker Laterne, wurde im Jahr 1667 als evangelisch-lutherische Friedhofskirche erbaut. 1813 wurde sie von durchziehenden Soldaten als Lazarett und Proviantlager benutzt, stand dann lange leer und wurde unter den Nationalsozialisten als „Heldengedenkstätte“ missbraucht. 1945, nach Kriegsende, stand sie kurz vor dem Abriss. Seit dem Jahr 1949 dient sie unter dem Patrozinium Mariä Verkündigung der vor allem aus Vertriebenen entstandenen römisch-katholischen Gemeinde als Gottesdienstraum. Im Jahr 1951 wurde der Innenraum grundlegend umgebaut. Aus dieser Zeit stammen Altar, Kanzel, das hängende Kreuz sowie die Sakristei.
Durch die Zusammenlegung der Pfarreien Hl. Geist Stadtroda/Kahla, St. Josef Hermsdorf, Mariä Verkündigung Eisenberg, St. Elisabeth Gera und Hl. Maximilian Kolbe Gera zur Pfarrei St. Elisabeth am 9. Dezember 2018 verlor die Kirche ihre Stellung als Pfarrkirche und wurde zur Filialkirche der Pfarrei St. Elisabeth im Dekanat Gera des Bistums Dresden-Meißen.